# Andrzej Paprot
Andrzej Paprot (ur. 23 listopada 1967 w Nowej Dębie) – polski gitarzysta rockowy.
Grał m.in. w zespole Sagittarius, z tą grupą został laureatem OMPP 84/85 (odpowiednik dzisiejszego „Idola”) oraz uczestniczył w takich festiwalach jak: Krajowy Festiwal Piosenki Polskiej w Opolu koncert „Debiuty 85”, Blues TOP Sopot, Jesień z Bluesem, FAMA, Rawa Blues, Jarocin (występ nagrany przez radiową „Trójkę”), a także Muzyczny Camping w Brodnicy. Sagittarius akompaniował także podczas koncertów Tadeuszowi Nalepie.
W latach 90. XX wieku był muzykiem The End, One Million Bulgarians oraz 1984.
Ostatnie lata to działalność w zespołach: Kofi, One Gain. W latach 2009–2011 muzyk grupy Ziyo, 2012 – h.R.A.B.I.A.. Obecnie gra w reaktywowanym Sagittariusie oraz w zespole Jacka Dewódzkiego – Jacek Dewódzki Band.

## Dyskografia
- The End – The End (1993, Wifon; MC MC-296)[9]
- One Million Bulgarians – Langusta (1994, MJM Music PL; CD MJM 340 CD)
- One Million Bulgarians – The Best Of... (2001, Koch International Poland; CD 52666-2) – w kilku utworach
- Kofi – Absorbing Music (2005, Kofi Rock Records; CD)
- One Million Bulgarians – Rocklad Jazzdy (2006, Metal Mind Productions; CD MMP CD 0445/2) – w kilku utworach
- h.R.A.B.i.A. – Sztukomercha (2012, Flower Records; DG CD)[10]
- One Million Bulgarians – Wydobycie (2012, mp3)[11] – w kilku utworach
- Sagittarius – Deszczowy Blues (2012, Agencja Artystyczna Bum-Bum; DVD+CD, DG CD)[12]
- Jacek Dewódzki & Kontrabanda – Live in the Small Room (2013, CD)[13]
- Sagittarius – 30 (EP) (2015, Bum-Bum, CD)[14]
- Sagittarius – Sagittarius (2016, Bum-Bum, DG CD)
- Jacek Dewódzki Band – Live Radio Rzeszów (2018, CD)[15][16][17]
- Dewódzki & Nieć – Artystyczna 13 (2024, CD)[18]